# Microlicia vernicosa
Microlicia vernicosa är en tvåhjärtbladig växtart som först beskrevs av Henrique Lamahyer de Mello Barreto och Pedersoli, och fick sitt nu gällande namn av Angela Borges Martins och F.Almeda. Microlicia vernicosa ingår i släktet Microlicia och familjen Melastomataceae. Inga underarter finns listade i Catalogue of Life.